# Schweizerhof (Schaffhausen)

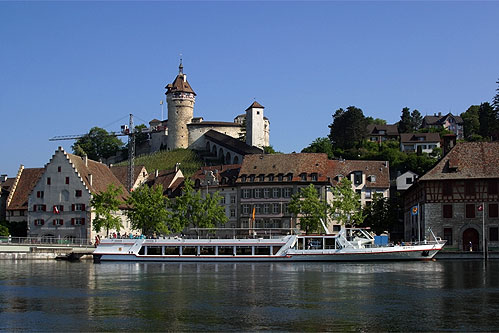
Schweizerhof (links), Munot (Mitte) und Güterhof

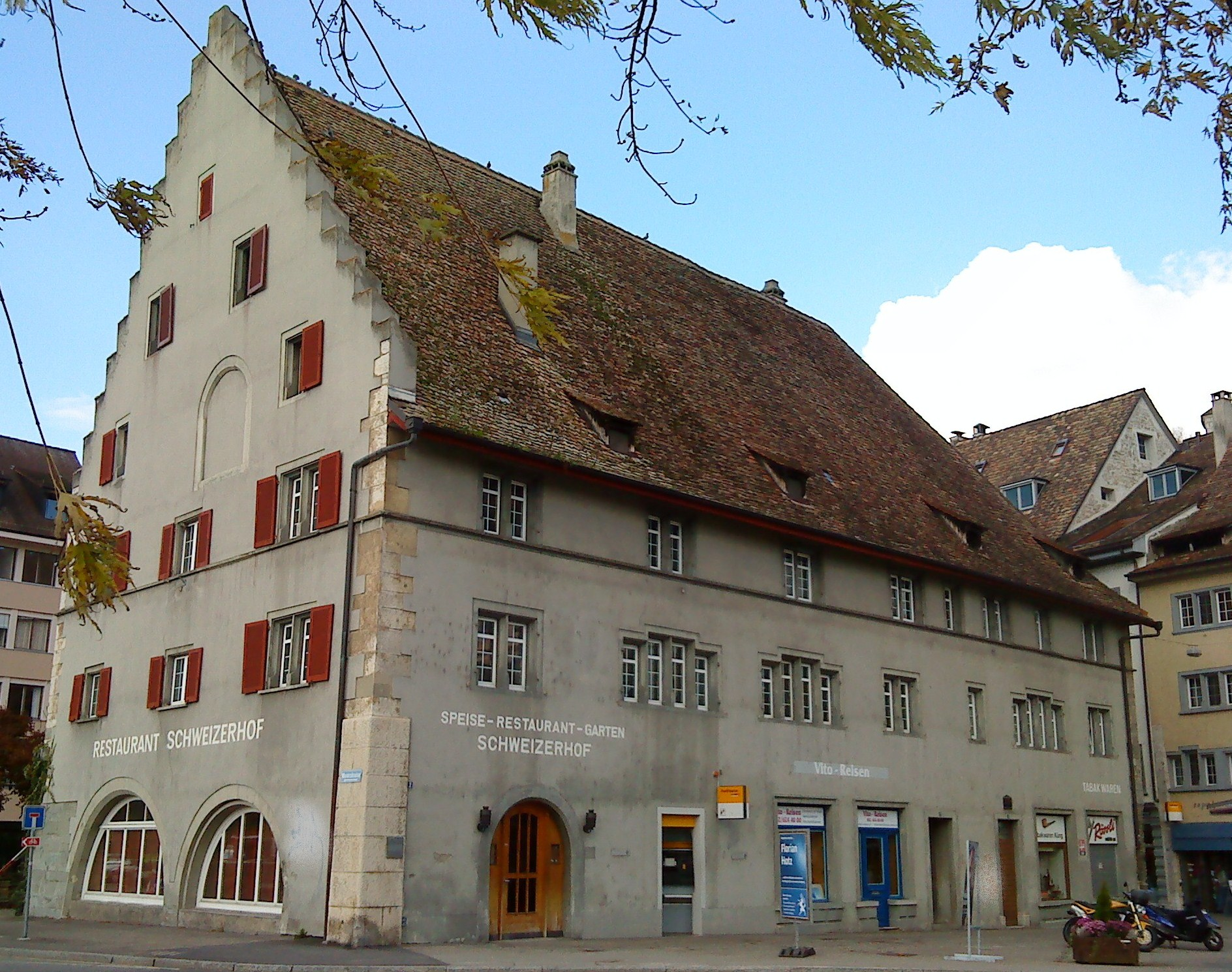
Der Schweizerhof am Freien Platz (vor der Renovation)

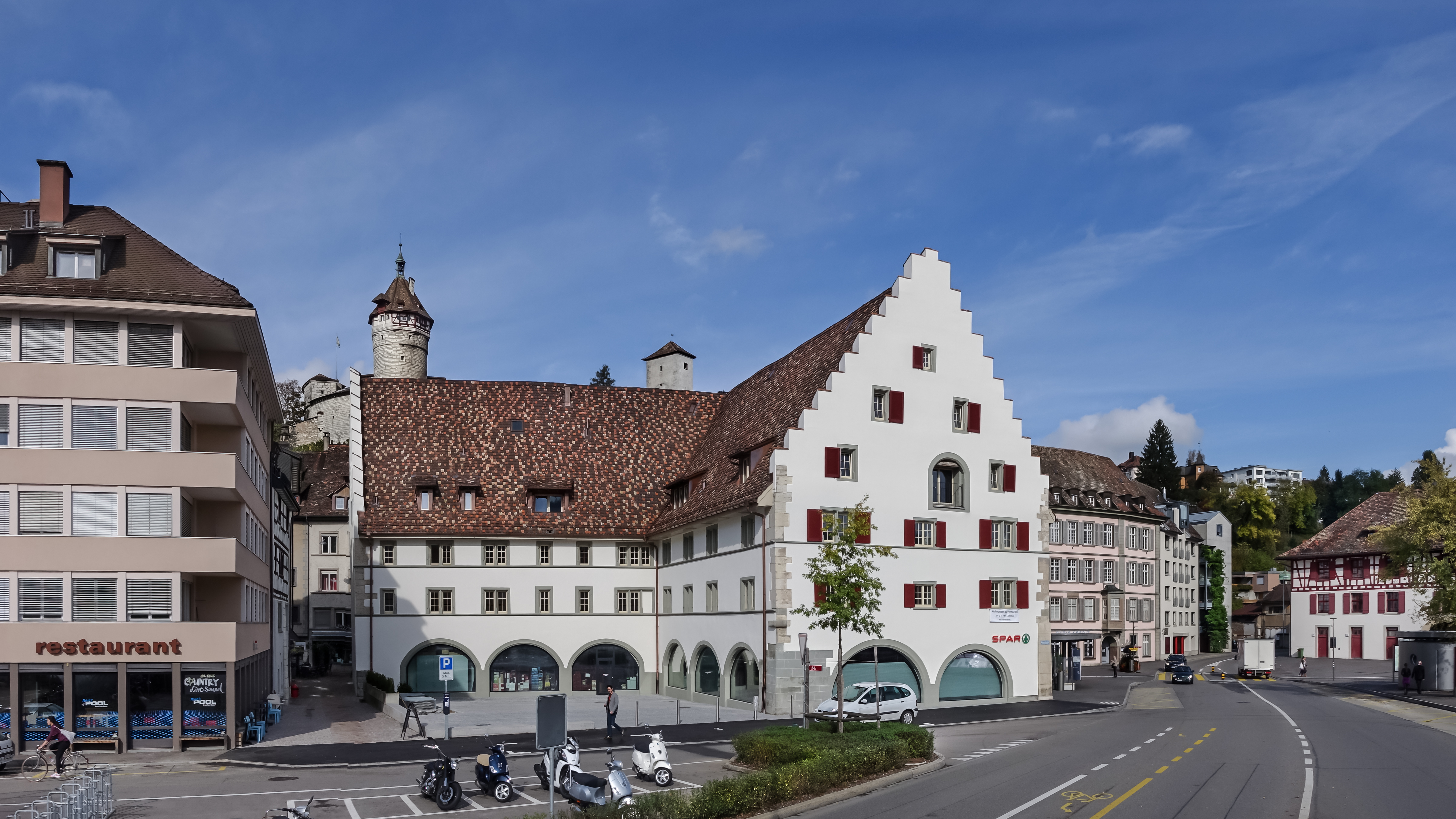
Der Schweizerhof nach der Renovation

Der 1529 erbaute Schweizerhof liegt am Freien Platz, an der Schifflände von Schaffhausen, Schweiz. Das Gebäude wurde als Lagerhaus für Salz, welches auf dem Rhein transportiert wurde, errichtet. Die Stadt Schaffhausen profitierte seit ihrer Gründung im 11. Jahrhundert von der Tatsache, dass alle Güter, welche auf dem Rhein vom Bodensee nach Basel oder umgekehrt transportiert wurden, wegen der nicht befahrbaren Stromschnellen und dem Rheinfall auf Wagen umgeladen werden mussten. Zusammen mit dem Güterhof ist er der letzte Zeuge eines einst mächtigen Ensembles von Lagergebäuden am Rhein.

## Bau
1529 wurde der Schweizerhof erbaut. Besonders der Dachstuhl wurde mit grossem handwerklichem Aufwand in Zapfbauweise erstellt. In Fachkreisen gilt er als aussergewöhnlich und hat Seltenheitswert. Der weiträumige Dachstock konnte jedoch nie für Lagerzwecke genutzt werden.
Die ganze Parzelle mit Garten umfasst eine Fläche von rund 1000 Quadratmetern. Der vom Rhein abgewandte Hausteil bildet einen Teil der „Unterstadt“. Am Schweizerhof wurden während 300 Jahren kaum bauliche Änderungen vorgenommen. An der Ostfassade waren bis in die 1950er Jahre noch Reste eines Freskos zu sehen.

### Nutzung
Bis zum Bau der Eisenbahnlinien um 1860 war die Schifflände während Jahrhunderten ein florierender Umschlagplatz für Salz. Schaffhausen verfügte zeitweise über das grösste Salzdepot der Eidgenossenschaft. Das Salz stammte hauptsächlich aus Tirol und Bayern.
Der Schweizerhof wurde seit seinem Bau multifunktional genutzt. Neben dem Salzlager, Magazinen und Büros gab es auch sieben Wohnungen. Das Gebäude hiess ursprünglich „Salzhof“ oder „Scheibenhof“. Das darin gelagerte Salz war in Scheibenform gepresst.
In der zweiten Hälfte des 19. Jahrhunderts wurde im Erdgeschoss ein Restaurant mit Gartenwirtschaft unter dem Namen „Schweizerhalle“ eröffnet.
Der Kanton Schaffhausen verkaufte den Schweizerhof 1864 an die städtischen Wasserwerke. 1892 ging das Gebäude in Privatbesitz über. Bis 2007 wurde im Erdgeschoss von der Besitzerfamilie ein Restaurant mit Gartenwirtschaft geführt. Ausserdem befinden sich im Gebäude vier Ladenlokale und einige einfache Wohnungen. 2008 kaufte die Kornhaus Liegenschaften Schaffhausen AG, welche bereits den gegenüberliegenden Güterhof renovierte, das Gebäude und renovierte es umfassend.